# Antoinette Szumowska-Adamowska

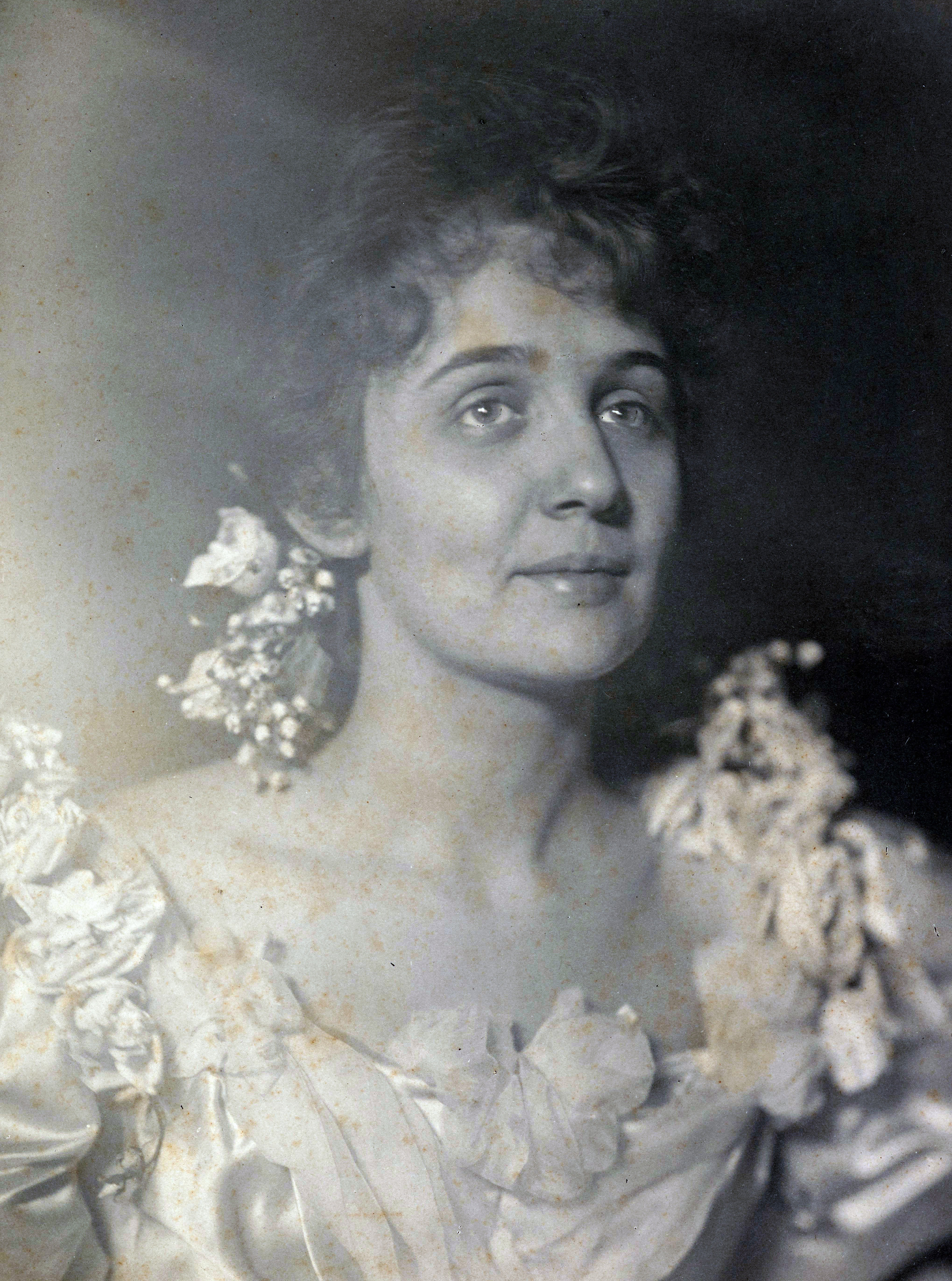
Antoinette Szumowska-Adamowska

Antoinette Szumowska-Adamowska (geb. Antonina Szumowska, auch Antoinette Szumowsky-Adamowsky/Antoinette Szumowski-Adamowski; * 22. Februar 1868 in Lublin; † 18. August 1938 in Rumson/New Jersey) war eine polnische Pianistin und Musikpädagogin.

## Leben
Szumowska war Schülerin von Rudolf Strobl und Aleksander Michałowski am Musikinstitut Warschau und nahm von 1890 bis 1895 privaten Unterricht bei Ignacy Jan Paderewski. Sie debütierte als Pianistin 1891 in der Pariser Salle Erard und gab im Folgejahr Konzerte in allen bedeutenden Konzertsälen Londons, in Russland und Polen.
Mit einer Empfehlung Paderewskis ging sie 1895 in die USA, wo sie mit dem Boston Symphony Orchestra debütierte und Tourneen mit Dirigenten wie Theodore Thomas und Walter Damrosch unternahm. Bei ihren Konzerten lernte sie den Cellisten Józef Adamowski kennen, den sie am 3. September 1896 in Krakau heiratete. Mit ihm und dessen Bruder Tymoteusz Adamowski gründete sie im gleichen Jahr das Adamowski Trio, das bis 1914 existierte und regelmäßig Konzerte gab. Aus ihrer Ehe mit Adamowski gingen zwei Kinder hervor: der Eishockeyspieler Tadeusz Adamowski und die Schauspielerin Helenka Pantaleoni.
Seit Beginn des 20. Jahrhunderts unterrichtete Szumowska-Adamowska – ebenso wie ihr Mann und ihr Schwager – am New England Conservatory, wo Ruth Culbertsen und Mary Madden zu ihren Schülern zählten. Ihr berühmtester Schüler, der Puerto Ricaner Jesús María Sanromá, übernahm 1930 ihren Lehrstuhl. Von ihrem eigenen Klavierspiel sind einige um 1916/17 entstandene Aufnahmen auf Klavierrollen erhalten.

## Werke (Auswahl)
- Rêverie, Paris, 1890 OCLC 1036318308 (Digitalisat bei Polona)
- Barcarolle E-Dur, um 1890 OCLC 1036622850 (Digitalisat bei Polona)
- 4-stimmige Harmonie-Kontrapunkt-Übungen, Etüden und Übungen für Klavier, um 1890 OCLC 1036321205 (Digitalisat bei Polona)